# Manyberries
Manyberries is een plaats (village) in de Canadese provincie Alberta en telt inwoners (2001).